# Typetal
Typetallet (eller typen) for en række værdier er den værdi, som hyppigst forekommer. Typetallet er i lighed med middelværdien og medianen en måde at beskrive middeltendensen i data. Givet værdierne (1,2,1,4) vil 1 være typetallet fordi det fremkommer to gange, mens 2 og 4 kun fremkommer en gang. Der kan være flere typetal i et datasæt. Givet værdierne (13,16,13,15,16) vil 13 og 16 være typetallene fordi de begge fremkommer to gange, mens 15 kun fremkommer en gang.

## Typetal i sandsynlighedsregning
Inden for sandsynlighedsregning er typetallet det tal, som fremkommer med størst sandsynlighed. For en kontinuert variabel er det ikke muligt at tælle sig frem til typetallet (fordi der generelt ikke er to ens værdier). Her må man i stedet for finde maksimum af sandsynlighedstæthedsfunktion.